# 松戸運転区
松戸運転区（まつどうんてんく）は、千葉県松戸市に存在した、東日本旅客鉄道（JR東日本）東京支社の運転士が所属していた組織である。
2012年3月16日、綾瀬運輸区および我孫子運輸区発足に伴い、廃止された。

## 廃止時の乗務範囲
- 常磐快速線：上野〜取手間（快速電車のみ）
- 常磐緩行線：綾瀬〜取手間
- 成田線（我孫子線）：我孫子〜成田間